# If I Never Knew You (Jon Secada & Shanice-dal)
Az If I Never Knew You című dal Jon Secada és Shanice közös dala, mely az 1995-ös Pocahontas című rajzfilm zenéje. A dalt Alan Menken, szöveget Stephen Schwartz írta. Az eredeti dalt Judy Kuhn énekelte a filmben. A Jon Secada és Shanice verziója 1995. szeptember 12-én jelent meg, miután Vanessa Williams Oscar-díjas dala a Colors Of The Wind című dalát kiadták.

## Megjelenések
CD Single  Walt Disney Records – WD7023CX
1. –Jon Secada & Shanice If I Never Knew You (Love Theme From Pocahontas) 4:11
2. –David Ogden Stiers & Mel Gibson	Mine, Mine, Mine	3:05
3. –Alan Menken Pocahontas (Instrumental) 1:23
4. –Roy Dotrice The Story Of Pocahontus (Introduction) 4:19

## Slágerlista
| Slágerlista                                     | Legjobb helyezés |
| ----------------------------------------------- | ---------------- |
| U.S. Billboard Bubbling Under Hot 100 Singles   | 8                |
| U.S. Billboard Bubbling Under R&B/Hip-Hop Songs | 24               |
| UK Brit kislemezlista                           | 51               |

## Feldolgozások
- 2006 áprilisában a The Cheetah Girls saját változatát vette fel, mely a Disneymania 4[4] albumon szerepel.

## Videóklip
A videóklipben Shanice és Jon Secada miközben a dalt éneklik, a mögöttük lévő épületeken a Pocahontas filmet vetítik.